# Johann Wilhelm Schmitz
Johann Wilhelm Schmitz (* 1. April 1774 in Köln; † 19. Januar 1841 ebenda) war von 1822 bis 1825 Kapitularvikar für den rechtsrheinischen Teil des Erzbistums Köln.

## Leben

### 1793 bis 1812
Johann Wilhelm Schmitz trat 1793 in die Benediktinerabtei Deutz ein.:XVL Anm. 3 Unter dem Ordensnamen Stephanus erhielt er dort im Jahr 1795 die Weihe zum Subdiakon. Am 23. September 1797 zum Diakon geweiht, folgte am 24. Dezember desselben Jahres auch die Priesterweihe. Am 18. Dezember 1801 wurde Schmitz für drei Jahre zum Lektor der Theologie und Philosophie approbiert. Als Folge der Aufhebung der Deutzer Abtei im Zuge der Säkularisation fand diese Stellung jedoch ein vorzeitiges Ende. Mit dem 1. September 1804 erhielt Schmitz die Approbation zum Beichthören von Laien für die Dauer von sieben Jahren und von Nonnen für drei Jahre.:107

### 1812 bis 1825
1812 ernannte Johann Hermann Joseph von Caspars zu Weiss Johann Wilhelm Schmitz zu seinem Sekretär. Caspars war Kapitularvikar des von Deutz aus verwalteten rechtsrheinischen Teils der alten Erzdiözese Köln. 1816 folgte die Erhebung von Schmitz zum apostolischen Protonotar.:XLV Anm. 3 Schon zu seinen Lebzeiten ernannte Caspars ihn zu seinem Nachfolger als Kapitularvikar; dazu war er durch eine am 13. Februar 1820 ausgestellte päpstliche Vollmacht ermächtigt.:XLV Schmitz bekleidete diese Stellung vom 15. August 1822 bis zum Antritt des neuen Erzbischofs Ferdinand August von Spiegel.:107:XLV Die ihm angebotene Dompfründe lehnte er 1825 ab.:XLV Anm. 3